# Pristaulacus punctatus
Pristaulacus punctatus är en stekelart som beskrevs av Smith 2005. Pristaulacus punctatus ingår i släktet Pristaulacus och familjen vedlarvsteklar. Inga underarter finns listade i Catalogue of Life.